# Inhalte der Veröffentlichung von Depeschen US-amerikanischer Botschaften durch Wikileaks
Dieser Artikel behandelt Inhalte der Veröffentlichung von Depeschen US-amerikanischer Botschaften durch WikiLeaks auf der Internetplattform WikiLeaks.

## Länder nach Inhalt geordnet

### Ägypten
In einer Depesche aus dem Jahr 2005 ist davon die Rede, dass Omar Suleiman, der während der Revolution in Ägypten 2011 Vizepräsident war, Israel versprach, demokratischen Wahlen im Gazagebiet zu stoppen. Nach Amos Gilad sagte er: „Es wird keine Wahlen im Januar geben. Wir kümmern uns darum.“
In einer Depesche vom Mai 2008 ist davon die Rede, dass Staatspräsident Muhammad Husni Mubarak wahrscheinlich bis zu seinem Tod an der Macht bleiben werde, da es an freien und fairen Wahlen fehle. Er erzählte einem US-Diplomaten, dass man nicht aus dem Irak abziehen solle, sondern riet zur Stärkung der irakischen Kräfte, dass man über einen Staatsstreich einen „fairen Diktator“ finden solle, um den Irak zu regieren.
Eine andere Depesche vom Januar 2009 beschreibt die Polizeigewalt in Ägypten: Sie ist Routine gegen gewöhnliche Kriminelle und an der Tagesordnung. Außerdem wird so versucht, an Geständnisse zu kommen. Die Polizei ist schlecht ausgebildet und unterbesetzt. Gewalt gegen islamistische Häftlinge ist insgesamt rückläufig. Aktivisten der Muslimbruderschaft werden aber gefoltert, da sie eine politische Bedrohung darstellen. Die Regierung leugnet die Existenz der Folter. Seit 2007 sind 15 Polizisten durch Gerichte zu Haftstrafen wegen Folter und Tötung verurteilt worden.
Weiterhin wird in einer Depesche die ägyptische Blogger-Bewegung beschrieben. Diese wird auf 160.000 geschätzt, welche in Arabisch und Englisch schreiben. Der Großteil der Blogger ist männlich und zwischen 20 und 35 Jahren alt.
Laut einer Depesche vom Januar 2010 gelten in Ägypten seit 1967 fast ausschließlich Notstandsgesetze, die es der Regierung ermöglichen, Personen ohne Anklage festzunehmen und sie auf unbestimmte Zeit festzuhalten. Die Regierung nutzte diese vor allem zur Bekämpfung von Terrorismus:
- In den 1990er Jahren verhaftete die Regierung Tausende Islamisten mit Berufung auf die Notstandsgesetze, als islamische Gruppen Anschläge verübten. Es wird von Kontakten geschätzt, dass dabei 4.000 – 5.000 Häftlinge in Haft blieben.[o 5] Der Fall wird jetzt von einem Gericht verhandelt.[o 5]
- Ende 2008 wurden die Notstandsgesetze genutzt, um 28 Mitglieder einer Hisbollah-Zelle zu verhaften, von denen 18 Ägypter waren.[o 5] Die Zelle hatte angeblich vor, US-amerikanische und israelische Schiffe anzugreifen, die durch den Suez-Kanal fahren.[o 5]
- Im Juli 2009 wurden unter Berufung auf die Notstandsgesetze 25 Ägypter und ein Palästinenser verhaftet. Die Gruppe unterstütze angeblich die Hamas und half im Februar 2009 bei einem Bombenanschlag auf dem Al-Khalili in Kairo, sowie beim Überfall eines Juweliergeschäft.[o 5] Basierend auf Presseberichten hat der Staatsanwalt den Fall am 4. Januar 2010 dem Gericht übergeben.[o 5]

Fälle ohne Bezug zu Terrorismus:
- Im Dezember 2007 wurde der Aktivist und Blogger Musad Abu Fagr inhaftiert, da seine Beiträge die Misslichkeit der Sinai Beduinen enthielten.[o 5]
- Im Oktober 2008 wurde der Blogger Hany Nazir mit Berufung auf die Notstandsgesetze verhaftet, da seine Beiträge als Beleidigung des Christentums und des Islams erachtet wurden.[o 5]
- Außerdem wurde 2008 ein Blogger aus einer heterodoxen islamischen Koransekte verhaftet, den man für 90 Tage gefangen hielt.[o 5]
- Im Vorfeld der Parlamentswahlen 2005 und 2010 sowie der Kommunalwahlen 2008 nutzte die Regierung die Notstandsgesetze, um massiv Mitglieder der Muslimbruderschaft ohne Anklage zu verhaften.[o 5] Die Häftlinge wurden nach ein paar Tagen bis Monaten wieder entlassen.[o 5]
- Die Regierung nutzte die Notstandsgesetze, um 49 Personen bei Zusammenstößen während eines Streiks im April 2008 in Mahalla al-Kubra zu belangen und zu verhaften.[o 5] Im Dezember des gleichen Jahres verurteilte ein Gericht 22 Personen wegen Angriffs auf Polizeibeamte, Raub und das Tragen von unlizenzierten Waffen.[o 5]
- Im Jahr 2004 wurden 26 Männer im Zusammenhang mit der verbotenen islamischen Befreiungspartei verhaftet und wegen Mitgliedschaft in einer verbotenen Vereinigung inhaftiert.[o 5] Mehrere der Angeklagten behaupteten die Regierung habe sie gefoltert, um Geständnisse zu erhalten.[o 5]

### Afghanistan

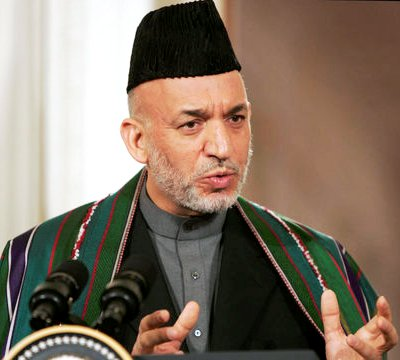
Hamid Karzai im Weißen Haus

7.095 der veröffentlichten Depeschen beziehen sich auf Afghanistan.
In einer Depesche wird berichtet, dass Ex-Vizepräsident Ahmed Zia Massud nach einem Besuch in den Vereinigten Arabischen Emiraten nach Erkenntnis der US-Drogenfahndung 52 Millionen Dollar in bar dabei hatte, deren legale Herkunft er nicht belegen konnte. Die US-Botschaft in Kabul gab schließlich grünes Licht, dass er das Geld behalten konnte, ohne über dessen Ursprung Auskunft zu geben. Er selbst bestreitet, Geld außer Land gebracht zu haben.
Auf den Kredit über 50 Millionen Euro, die die deutsche Bundesregierung zur Gründung der Afghanischen Nationalarmee (ANA) zur Verfügung gestellt hat, wurde eine Verwaltungsgebühr von 15 % fällig. Dies geht aus einer Depesche vom 3. Februar 2010 hervor.
Eine Anfrage beim Auswärtigen Amt ergab, dass bei den Infrastrukturprojekten „ANA Logistics School Kabul“ (Pol-e-Charki), sowie der „Engineering School“ in Masar-e Scharif, das zuständige „Corps of Engineers“ eine „Projektbearbeitungsgebühr“ erhoben hat. Dabei handelt es sich allerdings nicht um Verwaltungsgebühren im klassischen Sinne, sondern sind direkt zurechenbar zum jeweiligen Projekt.

### Afrika
In einer Direktive von Hillary Clinton an ihre Diplomaten ordnet diese die Beschaffung biometrischer Daten über politische Führer der Länder Demokratische Republik Kongo, Uganda, Ruanda und Burundi an. Außerdem sollen bestimmte Gesichtspunkte, wie Gesundheitszustand und Meinung zu den USA festgehalten werden.

### Bolivien
Am 16. April 2009 vereitelten bolivianische Sicherheitskräfte ein vorgebliches Mordkomplott gegen Präsident Evo Morales. In einer geheimen Depesche vermutete die US-Botschaft, dass das Komplott von der bolivianischen Regierung inszeniert war, um es der Opposition in Departamento Santa Cruz in die Schuhe zu schieben. Einem der des Komplotts Beschuldigten, Eduardo Rózsa, werden, wie eine weitere Depesche berichtet, von der bolivianischen Staatsanwaltschaft Kontakte zur CIA vorgeworfen.

### China
Es beziehen sich 3.297 Dokumente auf China.
Ein hochrangiger chinesischer Funktionär relativierte, dass sowohl die öffentliche Meinung in China, als auch die Regierung „zunehmend kritisch“ gegenüber Nordkorea ist und dass Chinas Einfluss auf Nordkorea „häufig überschätzt“ wird.
Ein Chinese kontaktierte die US-Botschaft in Peking mit der Information, dass das Politbüro der Kommunistischen Partei verantwortlich sei für die Anstiftung des Google Hacks Zwischenfall im Januar 2010, welcher ein Teil einer breiteren „koordinierten Kampagne von Computersabotage sei, durchgeführt von Regierungsteilen, privaten Sicherheitsexperten und Internet Outlaws, die von der chinesischen Regierung“ rekrutiert worden seien, um die USA und ihre westlichen Alliierten anzugreifen.
Eine Depesche vom Oktober 2008 zeigt Chinas Bereitschaft, US-Schulden als politisches Druckmittel über Waffenverkäufe nach Taiwan zu nutzen. China hat über die Jahre 900 Milliarden US-Dollar an Schuldscheinen aufgekauft. Nach dem Zusammenbruch von Lehman Brothers traf sich der Stellvertretende Direktor Liu Jiahua des staatlichen chinesischen Devisenamtes mit dem Botschafter. Dabei äußerte er Bedenken über die Kreditvergabe an US-Banken, sowie über die Fähigkeit der USA ihre Schulden zu bezahlen. Der Verkauf von Waffen an Taiwan mache es schwieriger für die chinesische Regierung ihre Politik in der Öffentlichkeit zu rechtfertigen.

### Dänemark
In einer Affäre um CIA-Gefangenentransporte durch Dänemark verkündete der Außenminister Stig Møller der Öffentlichkeit, in den USA energisch die notwendigen Informationen aus den USA anzufordern. Inoffiziell, so Depeschen des US-Botschafters James Cain, sei ihm signalisiert worden, dass die dänische Regierung nicht an einer Antwort interessiert sei. Man sei entschlossen, eine parlamentarische Untersuchung zu verhindern.

### Demokratische Republik Kongo
Laut einem hochrangigen Diplomaten der schweizerischen Botschaft in Dar es Salaam, Tanzania, erklärten zwei in Genf ansässige Reedereien, dass es allgemein bekannt sei, dass Uran aus der Demokratischen Republik Kongo über Tanzania in den Iran geschmuggelt werde.

### Deutschland

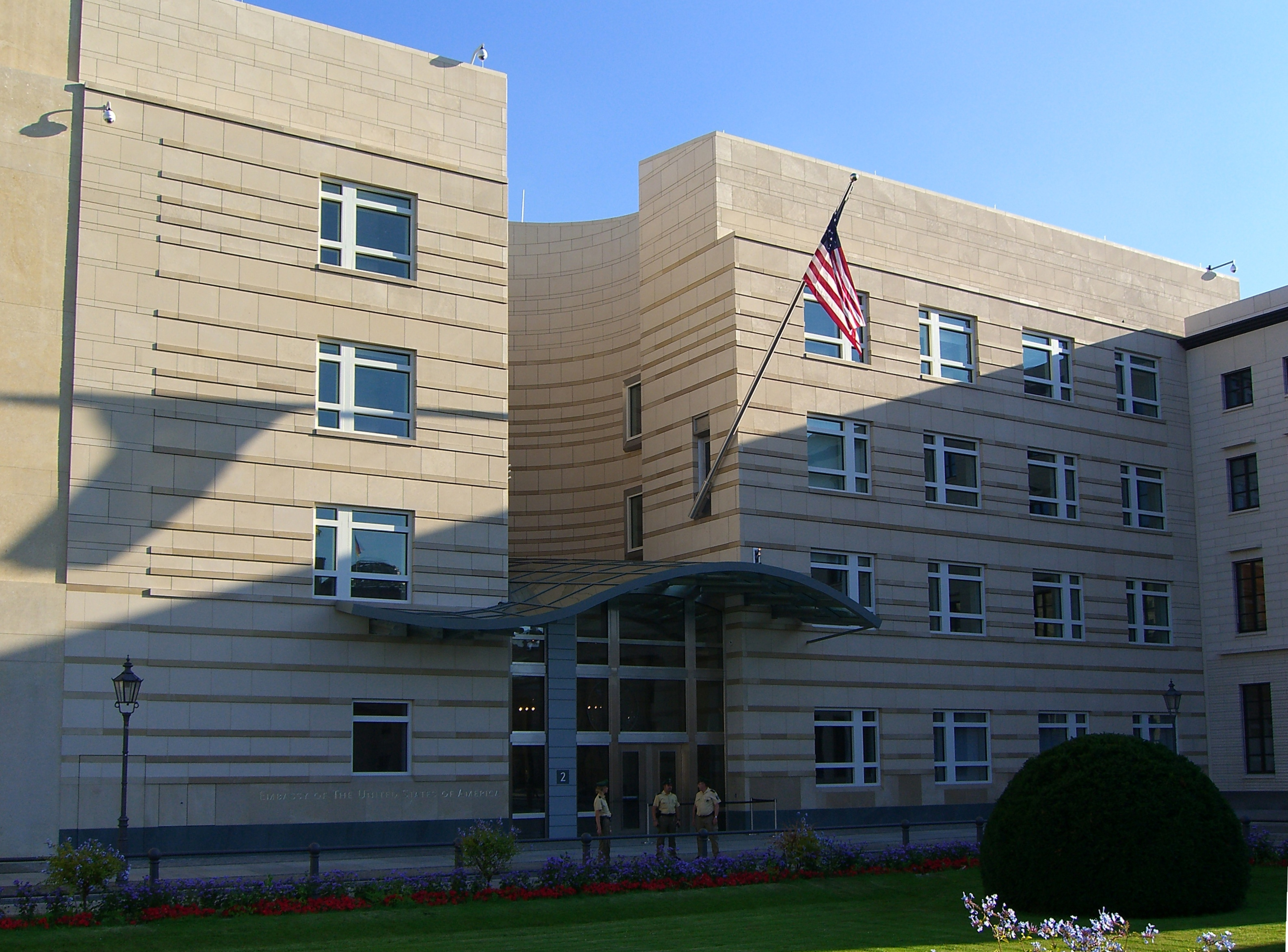
Die amerikanische Botschaft am Pariser Platz

Es befinden sich unter den Dokumenten 1719 Berichte und Lagebeurteilungen der Botschaft Berlin. Im Zusammenhang mit der Bundestagswahl 2009 sind viele Einschätzungen über deutsche Politiker entstanden, manche sehr negativ, die von der deutschen Presse sehr prominent publiziert wurden. Auch die Flügelkämpfe in der SPD und die heftigen Streitereien zwischen FDP und CSU 2009/2010 fanden ihren Niederschlag in den Depeschen.
Eine Depesche vom 9. Juni 2006 ist ein Briefing des Diplomaten in Berlin und des damaligen Innenministers Michael Chertoff. Chertoff sollte in Berlin den damaligen Innenminister Wolfgang Schäuble treffen.
Ziel des Treffens sollte der Informationsaustausch zur Terrorismusbekämpfung sein, entgegen Bemühungen der Europäischen Union. Schäuble sollte, aus Sicht der US-Amerikaner, bei der Verwirklichung der Pläne helfen.
Der Diplomat äußert sich besorgt über die deutschen Datenschutzgesetze und die Haltung der Öffentlichkeit zur Privatsphäre, welche den Informationsaustausch und die Zusammenarbeit bei der Strafverfolgung erschweren, sowie dass neue EU-Mechanismen dies noch verschlimmern könnten. Die EU-Richtlinien zum Datenschutz werden als „ein Rezept zum Stillstand“ kritisiert. In Gesprächen mit Schäuble sieht der Diplomat seine Chance, ihn zu sensibilisieren mit dem Fokus, einen „deutschen Einfluss“ auf die EU nehmen zu können.
Eine Reihe von Dokumenten aus der Berliner Botschaft berichten den USA besorgt über die Standpunkte Deutschlands über die SWIFT und das Terrorist Finance Tracking Program (TFTP). Ole von Beust wird zitiert, wonach Frau Merkel sehr wütend darüber war, dass die deutschen Vertreter in der EVP, obwohl sie persönlich dafür warb, gegen das SWIFT-Abkommen im Europäischen Parlament gestimmt haben.
Weiterhin wird davon berichtet, wie der damalige Bundesinnenminister Thomas de Maizière (CDU) Bundesjustizministerin Sabine Leutheusser-Schnarrenberger überstimmt hat, da diese sich bei einer Abstimmung beim COREPER zur Verlängerung des Terrorist Finance Tracking Program enthalten hatte.
Der damalige Bundesverteidigungsminister Karl-Theodor zu Guttenberg (CSU) sprach bei einem Treffen am 3. Februar 2010 mit dem Botschafter davon, dass er gern weitere Truppen nach Afghanistan schicken würde, wobei nicht die SPD das Problem sei, sondern Außenminister Guido Westerwelle.
Eine Depesche vom 9. Oktober 2009 berichtete, dass Informationen und Dokumente aus den Koalitionsverhandlungen des Kabinetts Merkel II, im Besonderen über die Pläne von Guido Westerwelle zur Beendigung der nuklearen Teilhabe, an die Berliner US-Botschaft gingen. Auch früher sollen schon interne FDP-Parteidokumente übermittelt worden sein. Der Informant wurde als „junger, aufstrebender Parteianhänger“ der FDP bezeichnet. Im Interview mit dem Spiegel rechtfertigt der Botschafter Philip D. Murphy dies als normale diplomatische Arbeit. Am 2. Dezember stellte sich heraus, dass es sich bei dem Mann um Helmut Metzner, den Büroleiter Westerwelles, handelte. Die FDP erklärte: Es hat sich „ein für die internationalen Kontakte zuständiger Mitarbeiter der FDP-Bundesgeschäftsstelle offenbart, der auf Bitten der Botschaft in eigener Verantwortung und im Rahmen seiner Tätigkeit wie zahlreiche Mitarbeiter anderer Parteien auch mit der US-Botschaft im Gesprächskontakt stand und frei zugängliche Auskünfte erteilte.“ Metzner wurde zuerst von seinem Posten suspendiert, und wenige Tage später wurde das Ende seines Arbeitsverhältnisses bekannt.
Von Seiten der USA wurde auf die Bundesregierung Druck ausgeübt, nicht die bereits ausgestellten Haftbefehle gegen 13 CIA-Offiziere zu vollstrecken, die an der Entführung und Folterung des deutschen Staatsbürgers Khaled al-Masri, der sich später als unschuldig herausstellte, beteiligt waren. Diesem Druck wurde von deutscher Seite weitgehend nachgegeben.
Aus mehreren Depeschen aus dem Jahr 2009 wurden Details über das Satellitenprojekt HiROS bekannt. Die Satelliten sollen sowohl zur Umweltüberwachung und zum Katastrophenschutz als auch als Spionagemittel des deutschen Bundesnachrichtendienstes und der US-Regierung genutzt werden. Aus den Depeschen geht hervor, dass der Bundesnachrichtendienst Hauptkunde bei dem Projekt war. Ihm wurden 30 % der geplanten Kapazitäten zugeschrieben. Die US-Botschaft in Berlin wertete das HiROS-Projekt gar als Versuch, „Frankreichs Dominanz auf dem lukrativen und wachsenden Weltmarkt für Satellitendaten herauszufordern“. Nach Bekanntwerden der Depeschen wollte die Bundesregierung das Projekt nun doch nicht mit einer dreistelligen Millionensumme unterstützen.

### Indien
Es beziehen sich 5.087 Depeschen auf Indien.
Eine Depesche vom April 2005 berichtete davon, dass die US-Botschaft in Neu-Delhi Beweise für systematische Folter von Häftlingen in Kaschmir durch die indische Polizei und Sicherheitskräfte vom Internationalen Rotkreuz- und Rothalbmond-Bewegung (IKRK) erhalten hat.
Die IKRK-Mitarbeiter hatten 177 Besuche in Haftanstalten in Jammu und Kaschmir zwischen 2002 und 2004 und sich dabei mit 1.491 Gefangenen getroffen. Dabei entstanden 1.296 private Interviews. In 852 berichteten die Häftlinge, was die Mitarbeiter als Misshandlung verwiesen: 171 Personen wurden geschlagen, die restlichen 681 wurden Opfer einer oder mehrere Formen der Folter:
- Stromschläge (498 Fälle)[40]
- Aufhängen an der Decke (381 Fälle)[40]
- Quetschen des Oberschenkelmuskels mittels Spezialwerkzeug („Roller“) (294 Fälle)[40]
- Strecken der Beine um 180° (234 Fälle)[40]
- Sexuelle Nötigung (302 Fälle)[40].

Zusammengerechnet ergeben die Fälle mehr als 681, da einige Opfer mehrfach missbraucht wurden. Alle Zweige der Sicherheitskräfte verwendeten diese Formen des Missbrauchs und der Folter, immer in Anwesenheit von Beamten oder Gefangenen stattfand. Die Häftlinge waren selten Militante – diese werden routinemäßig getötet –, sondern Personen, die mit ihnen in Verbindung standen oder von denen man sich Informationen über die Aufständischen versprach. Dennoch ist die Menschenrechtssituation in Kaschmir „viel besser als in den 1990er“, als Sicherheitskräfte noch ganze Dörfer in der Mitte der Nacht geweckt und wahllos Einwohner festgenommen haben. Vor zehn Jahren zählte man 300 Haftanstalten, heute „viel weniger“. Die IKRK erhielt jedoch nie Zugang in die berüchtigtste Haftanstalt „Cargo Building“ in Srinagar. Der Missbrauch wird fortgesetzt, denn die Sicherheitskräfte brauchen die „Erhebung“, während für Militante gilt: „Aufstand ist zu einem Geschäft geworden“. Das IKRK schlussfolgert daraus, dass Indien „Folter duldet“ und dass die Opfer von Folter Zivilisten waren.

### Iran
Laut einer Depesche vom 7. April 2006 hilft der Iran Venezuela bei der Suche nach Uranvorkommen. Zu diesem Zweck sollen sich 37 Bergbauingenieure und 20 weitere Offizielle im Land aufhalten.
Laut einer Depesche vom 23. Juli 2009 wäre Ali Akbar Hāschemi Rafsandschāni ein „Überlebender“ (der Proteste nach den iranischen Präsidentschaftswahlen 2009) und würde nur dann handeln und die Führung des Staates übernehmen, wenn er hundertprozentig sicher wäre, dass er gewinnen würde.
Laut einer Depesche vom 28. August 2009 aus Istanbul sei Ali Chamene’i an Leukämie erkrankt. Als Quelle wird ein ausländischer Geschäftsmann angegeben, der regelmäßig nach Teheran reise. Dieser habe von einem dortigen Kontakt erfahren, dass laut Aussage des ehemaligen Präsidenten Rafsandschāni „Chamene'i an Krebs im Endstadium leidet und binnen weniger Monate sterben könnte.“ Rafsandschāni habe deshalb die Absetzung des Revolutionsführers durch den Expertenrat (aufgrund der Wahlfälschungsvorwürfe im Zusammenhang mit den Iranischen Präsidentschaftswahlen 2009) verschoben.
Laut einer Depesche vom 24. Februar 2010 soll Nordkorea im Jahre 2005 19 Raketen des Typs R-27 an den Iran geliefert haben. Die nordkoreanische Version BM-25 soll eine Reichweite von 2400 bis 4000 km haben und einen Atomsprengkopf befördern können.
Laut einer vertraulichen Depesche aus Abu Dhabi soll der iranische Geheimdienst Dossiers über die bedeutendsten Fußballer des Landes angelegt haben. Nach dieser Einschätzung würden die meisten iranischen Nationalspieler „privat die Reformkräfte unterstützen“, seien aber „vorsichtig, um keine politischen Grenzlinien zu überschreiten“.
Laut einer Depesche aus Beirut aus dem Jahr 2009, bezeichnete General David Petraeus das Iranische Atomprogramm für CENTCOM als „bestes Rekrutierungsinstrument“. Die Zahl der Partnerschaften und Abkommen zur militärischen Unterstützung zwischen den USA und ihren arabischen Partnern im Golf habe deutlich zugenommen.
In einer Depesche wird berichtet, dass der iranische Präsident Mahmud Ahmadinedschad bei einer Sitzung des Obersten Rates für Nationale Sicherheit im Sommer 2009 vom Kommandeur der Iranischen Revolutionsgarde, Mohammad Ali Dschafari, geohrfeigt wurde. Die iranische Regierung dementierte.

### Irak
Es beziehen sich 15.365 Depeschen auf den Irak.
In den Dokumenten finden sich allein 303 Fälle von Folter durch ausländische Einheiten im Jahre 2010.

### Israel

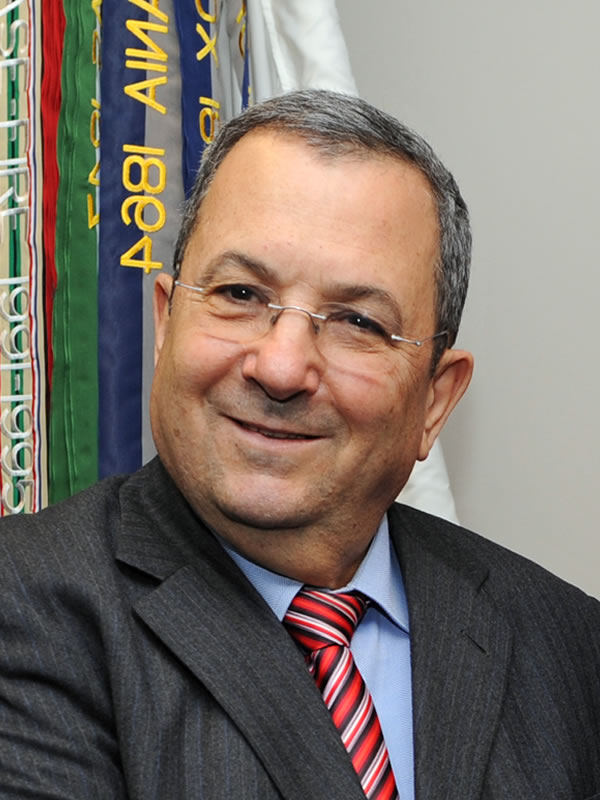
Ehud Barak (2009)

9.520 Depeschen beziehen sich auf Israel.
In einer Depesche wird von einem Treffen vom 25. Mai 2009 berichtet, in der Israels Verteidigungsminister Ehud Barak 2010 als Zeitpunkt nannte, um einen nuklear bewaffneten Iran anzugreifen.

Laut einer Depesche der US-Botschaft in Tel Aviv bedankte sich der Mossad-Chef Meir Dagan für die Zusicherung der USA gegenüber Israel für Sicherheitsunterstützungen in Höhe von 30 Milliarden US-Dollar im Zeitraum von 2008 bis 2018.
Mehrere Quellen berichten der US-Botschaft in Jerusalem, dass die Hamas Liquiditätsprobleme im Frühjahr 2010 hatte. Nach Angaben der Botschaft hat die Hamas 34.000 Mitarbeiter auf ihrer Gehaltsliste, darunter Sicherheitskräfte mit einem monatlichen Gehalt von 16 Millionen Dollar.
Aus der Depesche geht weiter hervor, dass die Hamas im Zahlungsverzug war und dass Gehälter nicht komplett gezahlt wurden. Dabei sind sie angeblich stark auf ausländische Hilfe zur Unterstützung ihres Haushalts angewiesen. Die Finanzprobleme sind vermutlich auf die ägyptischen Antischmuggelbemühungen zurückzuführen.

### Italien
Laut dreier Dokumente des Botschafters in Rom Ronald Spogli im Jahr 2008 äußerten die USA ihre Sorge über angebliche Schutzgeldzahlungen der italienischen Regierung an die Taliban. So soll sie Kämpfe vermeiden und Lösegelder und Bestechungsgelder zahlen. Dies soll sowohl unter der Regierung Romano Prodi als auch durch das Kabinett Silvio Berlusconi geschehen sein. 2009 seien die Gerüchte aber dann ausgeräumt gewesen.

### Japan
Es beziehen sich 6722 Depeschen auf Japan.
In einer von ihnen wird Ende 2008 erwähnt, dass die Internationale Atomenergie-Organisation die japanische Regierung bereits 2008 davor warnte, japanische Kernkraftwerke seien starken Erdbeben nicht gewachsen. Die Regierung reagierte zwar auf die Warnung, die Kraftwerke wurden aber nur für Erdbeben mit einer maximalen Magnitude von 7 ausgelegt. Das Tōhoku-Erdbeben 2011, das zu Beschädigungen und Störfällen in den Kernkraftwerken Fukushima I und Fukushima II führte, hatte eine Magnitude von 9.

### Jemen
Jemens stellvertretender Premierminister Abdulkarim Al-Arhabi sagte in einer Depesche, dass er im Falle eines Angriffs der USA gegen Al-Qaida-Camps im Jemen seinem Volk erzählen würde, das jemenitische Militär habe die Angriffe durchgeführt und nicht die USA. Außerdem scherzte er darüber, dass er vor dem Parlament bezüglich einer US-Beteiligung „gelogen“ hatte.
Eine Depesche aus dem Jahr 2010 berichtet über Menschenhandel im Jemen. Verlässliche statistische Daten über Menschenhandel gibt es nicht, jedoch plante die Regierung die Dokumentation weiterer Fälle im Jahr 2010. Die Saleh Stiftung – welche der Regierung nahesteht – pflegt ein Register für die Erfassung von Kindern, die aus Saudi-Arabien zurückkehren, allerdings erfassen diese nur einen Bruchteil der gesamten Opfer von Menschenhandel im Land. Das Ministerium für Soziales und Arbeit, dass 2009 weniger Kinder (602) nach Saudi-Arabien verschleppt wurden, als 2008 (900). Die Zahlen sind ungenau und zeigen nur wenige Opfer, welche ihren Weg zu einem von zwei Kinder-Rehabilitation Zentren im Jemen fanden. In einer gemeinsamen Studie von UNICEF und dem Ministerium verhinderten Sicherheitskräfte zwischen 2004 und 2009 in 1500 Fällen den Handel mit Kindern.
Kinder werden entweder sexuell ausgebeutet oder zum Drogenschmuggel genutzt.
Die Menschenhändler sind sowohl Einzelpersonen als auch seltener organisierte Banden. Es wird behauptet, dass die meisten Banden von Saudis angeführt werden. Einige Menschenhändler sind selbst ehemalige Opfer von Menschenhandel gewesen. Viele Opfer wurden von ihren Familien verkauft, im Austausch für eine monatlich versprochene Überweisung. Opfer sind oft Mädchen, welche sich in „vorübergehende Ehen“ mit saudischen Touristen begeben (Anmerkung: Geschlechtsverkehr ist in Saudi-Arabien nur in der Ehe legal). Manchmal versprechen Menschenhändler der Familie, dass ein reicher Scheich vom Golf ihr behindertes Kind mit Sonderpädagogik oder physikalischen Rehabilitation fördern wird.
Somalische Piraten profitieren von der Instabilität am Horn von Afrika um Menschen über den Golf von Aden nach Jemen zu schleusen. Piraterie, Menschenhandel und Schmuggel sind dabei an der Tagesordnung.
Für die Regierung stellt Menschenhandel ein großes Problem dar und sie ergreift Maßnahmen um diese zu bekämpfen, allerdings hat Jemen Probleme mit Korruption.
Laut einer Depesche warnte ein hoher Regierungsbeamter die US-Diplomaten, dass fehlende Sicherheit beim Landeshauptspeicher der radioaktiven Produkte es ermöglicht, dass gefährliches Material in die Hände von Terroristen fallen könnte. Das Material könnte für den Bau einer schmutzigen Bombe verwendet werden.

### Kirgisistan

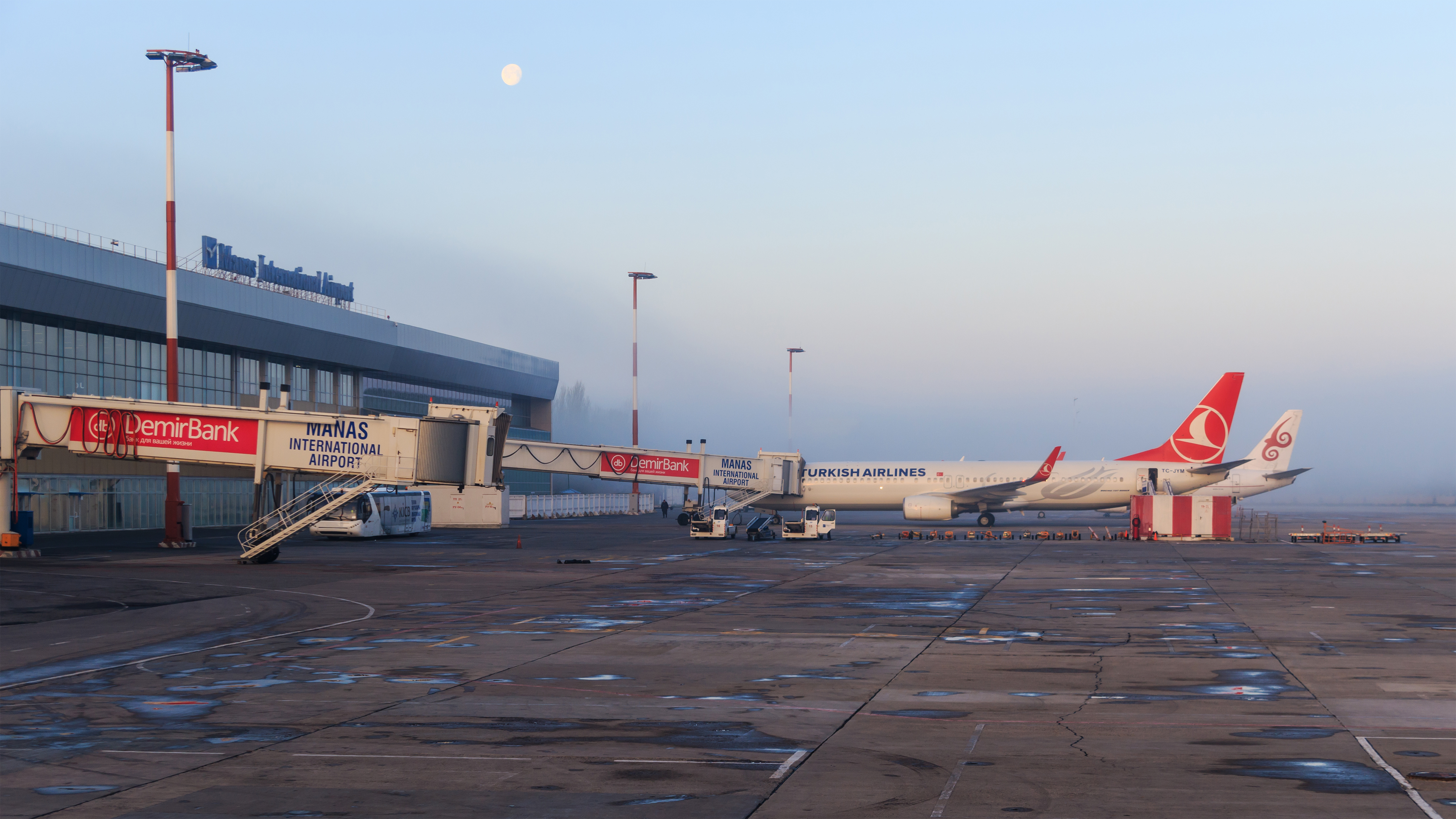
Auf dem Flughafen Manas befindet sich die Manas Air Base

In einer Depesche wird berichtet, die Kirgisen hätten eine „sehr positive Beziehung gegenüber dem US-Militär“.
Wie entscheidend das Luftkreuz Manas in Zentralasien ist, zeigt ein Dossier: „Im Jahr 2009 hat das Transitzentrum pro Monat durchschnittlich 24.000 Soldaten und rund 450 Tonnen Fracht durchgeschleust.“
Sorgen machen sich die USA, dass Kirgisien die Zusammenarbeit beenden könnte. Ein Botschafter empfiehlt, die Kirgisen nicht ernst zu nehmen, weil sie „die Vorteile, die sie durch ihre Zusammenarbeit haben, verlieren würden“. Es bestehe „kein Zweifel, dass sie die Verhandlungen wieder aufnehmen werden“ – was dann auch geschieht.
Laut Depesche vom 13. Februar 2009 wird einem US-Diplomaten aus der Regierung von Kirgisistan zugetragen, dass China der Regierung 3 Milliarden US-Dollar zugesagt haben soll, wenn Kirgisistan die Benutzung der Manas Air Base für die USA sperrt.

### Kuba

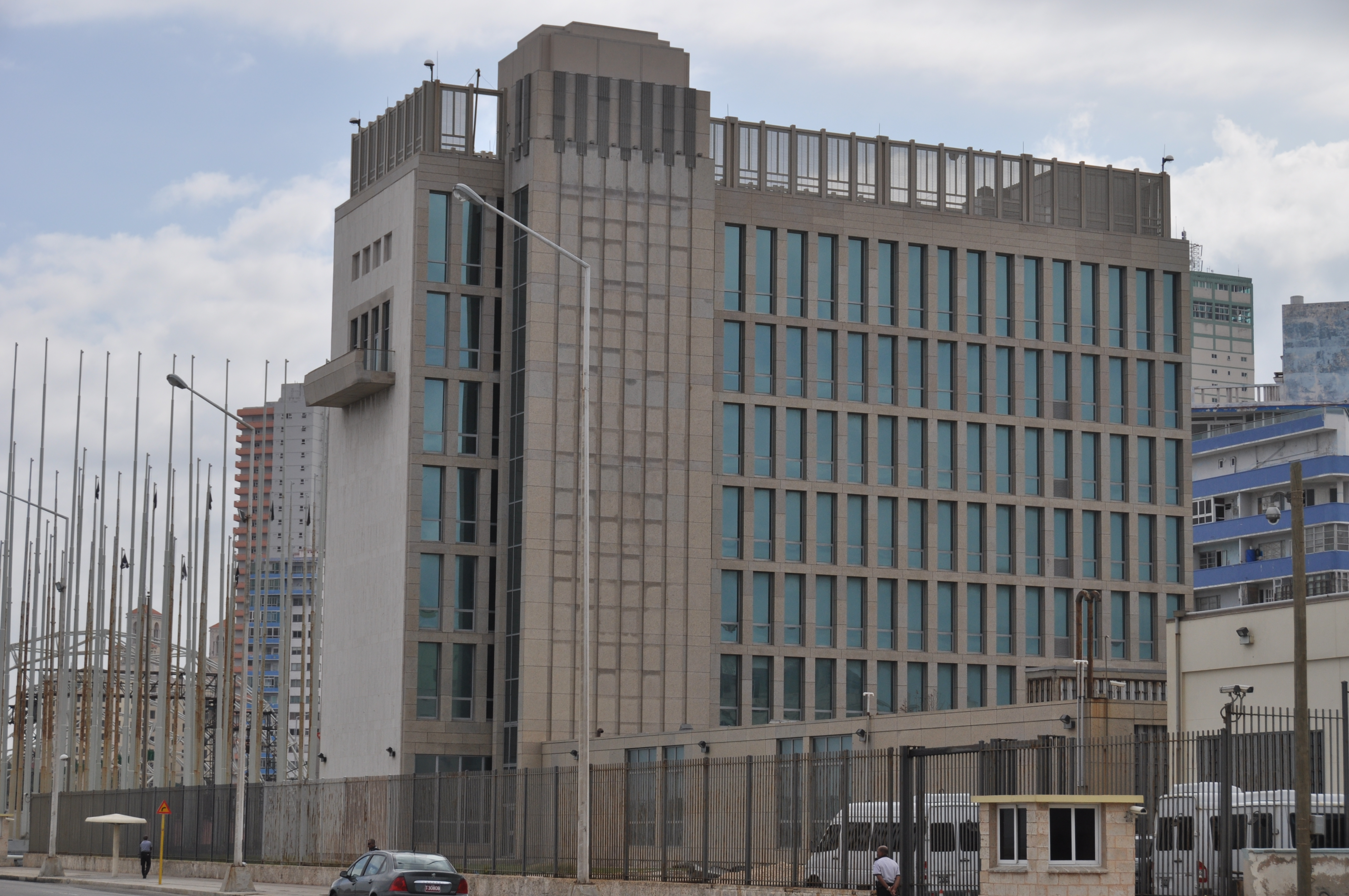
Die US-Interessenvertretung in Havanna

Mehrere Depeschen – abgeschickt aus der US-Botschaft in Venezuela – befassen sich mit den dort anwesenden Kubanern. So seien über 40.000 kubanische Helfer in Venezuela, darunter rund 30.000 Ärzte und medizinisches Personal, 1400 Agrotechniker, 6000 Sportlehrer und bis zu 4000 weitere Helfer. Zwar sei der kubanische Geheimdienst im venezolanischen Militär wenig präsent, jedoch habe er ansonsten einen großen Einfluss und direkten Zugang zum Präsidenten Hugo Chávez. Außerdem sei Chávez bereit, im Falle eines eventuellen zivilen Konflikts in Kuba, Kubas langjähriger und charismatischer Staatschef Fidel Castro war zu diesem Zeitpunkt schwer erkrankt, dem derzeitigen Regime notfalls militärisch beizustehen.
Über Fidel Castro selbst berichten die Depeschen, dass er sich nach der erstmals auftretenden Darmblutung während eines Fluges von Holguín nach Havanna am 26. Juli 2006 zunächst weigerte, sich operieren zu lassen, um seine öffentlichen Auftritte nicht zu gefährden. Die US-Vertretung in Kuba schätzte den Gesundheitszustand Castros als „ernst“ ein, jedoch sei nicht mit dem unmittelbaren Tod Fidels zu rechnen.
Außerdem beschäftigen sich die Berichte der US-amerikanischen Vertretung aus Kuba mit der dortigen Opposition. Diese sei weniger mit der Ablösung des herrschenden Regimes als vielmehr mit der Sicherung ihres Lebensstandards beschäftigt. Sie seien meist über 60 Jahre alt und hätten kaum Kontakt zur kubanischen Jugend. Die Oppositionsgruppen sind demzufolge untereinander stark zerstritten und fürchten außerdem die exilkubanische Konkurrenz. Laut einem Bericht vom April 2009 sind die kubanischen Dissidenten den Kubanern, die in der US-Interessenvertretung wegen eines Einreisevisums für die USA vorsprachen, weitgehend unbekannt. Auch von ihren politischen Zielen wüssten sie nichts. Die kubanische Jugend, wozu auch unabhängige Blogger wie Yoani Sánchez, Musiker und plastische Künstler gezählt werden, sei dagegen desillusioniert vom herrschenden Regime. Jedoch ist auch diese Gruppe, nach Einschätzung der Berichte, stark kontrolliert und vom Staat mit dem Etikett „Dissident“ versehen, so dass von diesen wohl keine Initiativen zum Umsturz zu erwarten seien. Insgesamt wird der Jugend innerhalb der Kommunistischen Partei Kubas am meisten Potential für Veränderungen des Regimes in Kuba zugesprochen.
Eine vom 31. Januar 2008 stammende Depesche beschäftigte sich mit dem kubanischen Gesundheitssystem. Darin wurden kubanische Bürger zitiert, die über den schlechten Zustand einheimischer Krankenhäuser berichteten. Auch das im Michael Moores Dokumentarfilm Sicko gezeigte Krankenhaus, in dem Opfer der Terroranschläge am 11. September 2001 kostenlos behandelt wurden, wurde thematisiert. Dabei handele es sich laut Depesche um eine moderne, ausschließlich für mit Devisen zahlende Touristen und Patienten der Operation Milagro hauptsächlich aus Venezuela reservierte Abteilung. „Normale“ Kubaner könnten nur gegen Zahlung eines Bestechungsgeldes behandelt werden. Ein vermeintliches Faktum, dass der Film Sicko in Kuba nicht gezeigt werden dürfe, erwies sich als falsch. Angeblich hätten die kubanischen Behörden Angst, dass die Kubaner angesichts der ungewöhnlich guten Ausstattung des gezeigten Krankenhauses Fragen stellen würden. Michael Moore dementierte dieses angebliche Verbot kurz darauf in seinem Blog. Der Film lief sowohl in zahlreichen Kinos im ganzen Land und wurde auch im kubanischen Fernsehen ausgestrahlt. Der britische Guardian, der die Ursprungsmeldung veröffentlichte, korrigierte den Artikel kurze Zeit später.

### Mexiko
In einer Mitteilung der US-Botschaft in Mexiko-Stadt aus dem Oktober 2009 wird erwähnt, dass der damalige mexikanische Staatssekretär für Inneres, Gerónimo Gutiérrez Fernández, vorschlug, die Anstrengungen im Drogenkrieg auf drei wichtige Städte zu konzentrieren, darunter Ciudad Juárez und Tijuana, um schnell Erfolge vorzeigen zu können. Er zeigte sich wegen der Möglichkeit des „Verlierens“ bestimmter Regionen ernsthaft besorgt, denn dies würde Mexikos internationales Ansehen beschädigen, ausländische Investitionen reduzieren und zum Eindruck einer hilflosen Regierung führen.
In der Folge der Veröffentlichungen verschlechterte sich das Verhältnis zwischen dem mexikanischen Präsidenten Felipe Calderón und dem amerikanischen Botschafter Carlos Pascual so stark, dass Pascual im März 2011 von seinem Amt zurücktrat.

### Nicaragua

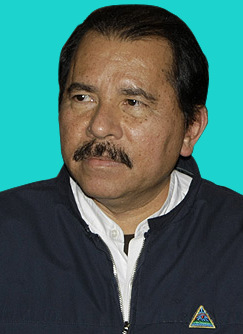
Daniel Ortega (2008)

Mehrere Depeschen vom Botschafter der USA in Nicaragua legen eine Verbindung zwischen Daniel Ortega bzw. der Sandinistischen Befreiungsfront (FSLN) und internationalen Drogenkartellen nahe. Demnach finanzierten diese von Anfang an Ortegas Wahlkämpfe. Dem kolumbianischen Drogenboss Pablo Escobar gewährte er 1984 über mehrere Monate Unterschlupf in Nicaragua, nachdem dieser den kolumbianischen Justizminister ermorden ließ. Im selben Zeitraum wurde Nicaragua als Basis für Escobars Kokainflüge in die USA benutzt. Auch von anderen Drogenbanden erhielt der FSLN regelmäßig größere Mengen Geld für seine Wahlkampagnen. Im Gegenzug ließen sandinistische Richter gefangene Drogenhändler wieder laufen.
Seit einigen Jahren würden Ortegas Wahlkämpfe außerdem von Hugo Chávez finanziert, der regelmäßig „Koffer voller Geld“ schicke.
Außerdem legen die Dokumente weitere Fälle mutmaßlicher Korruption seitens Ortega offen: So wurde der Boxer Ricardo Mayorga, der eine Jugendliche in einem Hotel in Managua vergewaltigt haben soll, erpresst. Ortega und der FSLN versprachen ihm, ihn vor den Gerichten gegen den Vergewaltigungsvorwurf zu schützen. Im Gegenzug sollte Mayorga ein Teil seiner Einnahmen aus Boxkämpfen abgeben.

### Nordkorea
Mehrere Depeschen (2009–2010) berichten davon, dass einige hochrangige Chinesen über die Möglichkeit einer Vereinigung von Nordkorea und Südkorea nachdenken. Diese solle unter Führung von Südkorea stattfinden. Durch den Zustrom von Flüchtlingen soll die Instabilität auf der Nordkoreanischen Halbinsel bewältigt werden.
Auch über die Möglichkeit eines Kollapses des Landes, etwa nach dem Tode von Kim Jong-il, wurde in China nachgedacht.
„Es ist sehr mühsam“, sagte ein chinesischer Botschafter und nannte Nordkoreas nukleare Tätigkeit eine „Bedrohung für die ganze Weltsicherheit“.

### Österreich

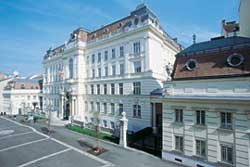
Die Botschaft der Vereinigten Staaten in Wien

1.700 Depeschen kommen aus der Botschaft der Vereinigten Staaten in Wien. Die bis dato von WikiLeaks veröffentlichten Dokumente enthalten Einschätzungen eines österreichischen Diplomaten über den Iran.
Eine weitere Depesche berichtet über die „Windstille“ in Österreichs Außenpolitik. Bundeskanzler Faymann, Außenminister Spindelegger sowie Verteidigungsminister Darabos werden darin scharf kritisiert. Heinz-Christian Strache, Chef der rechtspopulistischen Oppositionspartei FPÖ, wird als „nationalkonservativer und zynischer Politiker“ beschrieben.
Zudem soll die österreichische Bank Raiffeisen Investment Holding AG in einer Geschäftsbeziehung zum osteuropäischen Mafiaboss Semjon Mogilewitsch stehen. Auch die seit 2007 zur UniCredit Group gehörende Bank Austria soll verdächtige Transaktionen zugunsten Nordkoreas und der Hamas-nahen Organisation „Palästinensische Vereinigung in Österreich“ durchgeführt haben. Darüber hinaus soll es in periodischen Abständen hohe Zahlungen an die iranische Nationalbank gegeben haben, welche mit dem iranischen Atomprogramm in Verbindung gebracht werden.
Österreichische Firmen, allen voran ein 24-jähriger Unternehmer aus der Steiermark, sollen auch den Iran mit Waffen und sensiblen Hightechkomponenten (sogenannte Dual-Use-Güter) für das iranische Raketen- und Atomprogramm versorgt haben. Heimische Ministeriumsmitarbeiter hätten allerdings mit dem britischen Auslandsgeheimdienst und den US-Behörden kooperiert und die US-Botschaft „heimlich über bereits beantragte Waffenexporte“ informiert.

### Russland

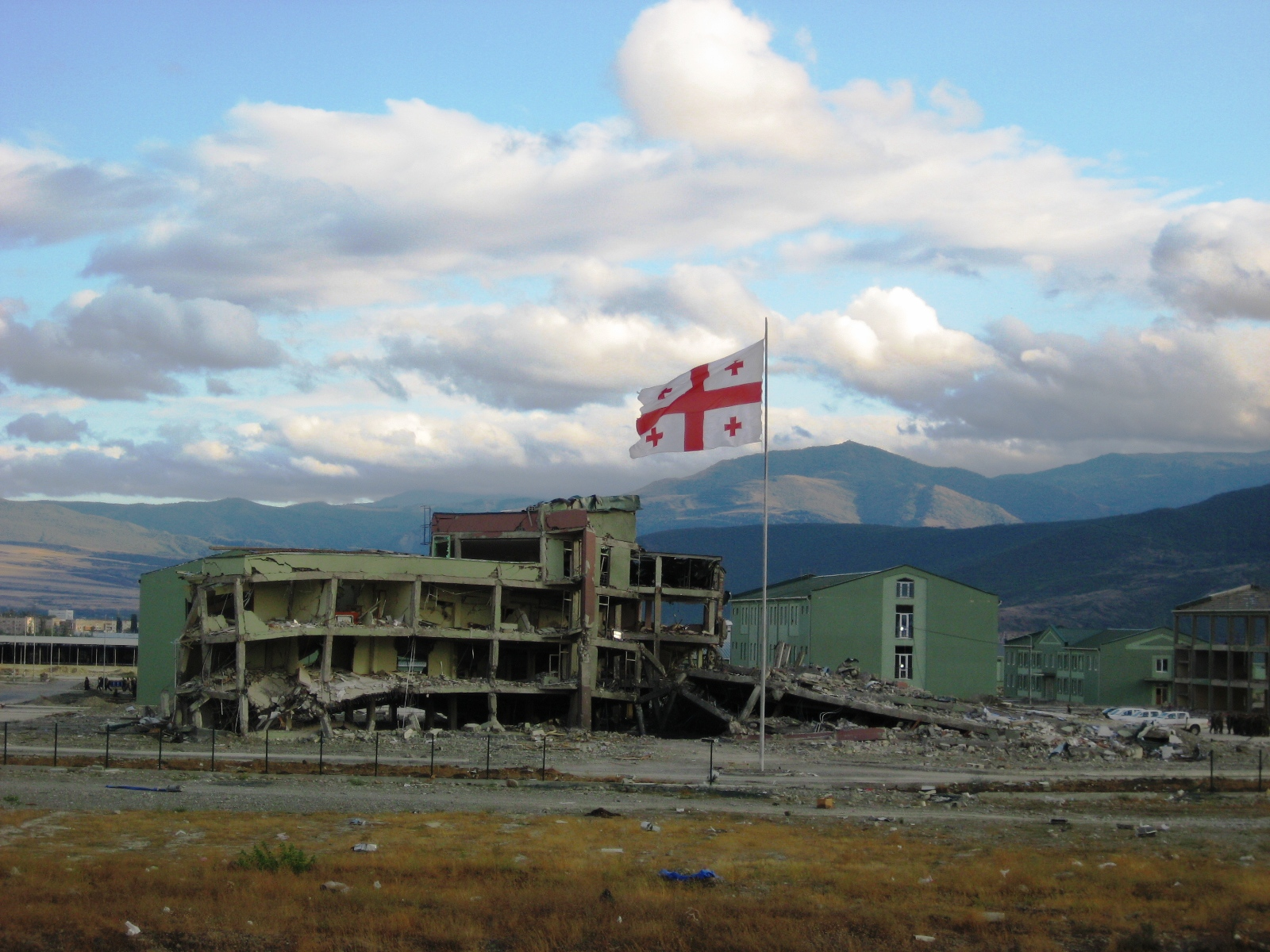
Zerstörte georgische Militärbasis nahe Gori

6999 Depeschen beziehen sich auf Russland.
Russland wird in den Depeschen als „stark zentralisiert, manchmal brutal und unabänderlich zynisch und korrupt“ beschrieben. Robert Gates wird mit dem Satz zitiert, die russische Demokratie sei verschwunden und die Regierung „eine von den Sicherheitsbehörden geführte Oligarchie“.
Im Januar 2011 wies Russland den britischen „Guardian“ Journalisten Luke Harding aus, welcher zuvor über die Oligarchie und die WikiLeaks Depeschen aus London berichtet hatte.
Ebenfalls in den Depeschen genannt werden die Stellungnahmen verschiedener Staaten zum Kaukasuskrieg 2008. So drängten Großbritannien, Belgien, Dänemark, die baltischen Staaten, Slowenien, die Slowakei und Bulgarien auf eine starke Stellungnahme, und Schweden schlug einen Ausschluss Russlands aus dem Europarat vor. Gegen den Vorschlag waren Deutschland, Frankreich, Irland, die Niederlande, Malta und Zypern.

### Saudi-Arabien

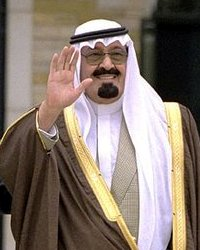
Abdullah ibn Abd al-Aziz (2002)

Der ehemalige König und Premierminister von Saudi-Arabien Abdullah ibn Abd al-Aziz schlug laut einem Bericht vor, allen Guantanamo-Bay-Insassen Funkchips einzupflanzen, wie man das auch bei „Pferden und Falken“ tut. Des Weiteren soll der Herrscher Saudi-Arabiens Abdullah mehrfach während eines Treffens mit US-Diplomaten die USA zu einem Militärschlag gegen den Iran gedrängt haben. Auch die Herrscher Bahrains und Jordaniens drängten demnach zu einer militärischen Auseinandersetzung mit Teheran.
Mehrere Depeschen berichten, dass Saudi-Arabien möglicherweise nicht genug Ölreserven fördern kann, um den Ölpreis stabil zu halten. Die Depeschen enthalten eine Warnung von einem saudischen Regierungsmitarbeiter, dass die Erdölreserven um 300 Millionen Barrel – das entspricht 40 % – zu hoch angesetzt sind.
Laut al-Husseini sind die Probleme doppelt: Es ist möglich, dass die Erdölreserven in Saudi-Arabien nicht so großzügig sind, wie sie manchmal beschrieben werden
und der Zeitplan für ihre Förderung nichts anderes ist, als was Saudi Aramco und „hemmungslose“ Energieoptimisten ihn gern darstellen würden. In einer Präsentation berichtet Abdallah al-Saif, aktueller Senior Vice Präsident für Erforschung, dass Saudi Aramco 716 Millionen Barrel gesamte Reserven hat, von denen 51 % förderwürdig sind. Weitere 900 Millionen Barrel Reserven hat Saudi Aramco in den nächsten 20 Jahren.
In zwei weiteren Depeschen wird die Frage diskutiert, wie viel Einfluss die Saudis auf die Rohölmärkte nehmen können, damit der Preis gleich bleibt.
Eine vierte Depesche aus dem Oktober 2009, behauptet, dass der eskalierende Strombedarf den Ölexport weiter einschränken werde.

### Schweden
In den Depeschen wird die offizielle Bündnisfreiheit Schwedens wegen der engen militär- und geheimdienstlichen Zusammenarbeit als „Lüge“ bezeichnet.

### Schweiz
In Depeschen wird nun deutlich, dass die Libyen-Affäre um die beiden Schweizer Geiseln, die fast zwei Jahre lang in Libyen festgehalten wurde, weitaus brisanter war, als bisher angenommen. Die Schweiz wollte ihr Vetorecht als Schengen-Mitglied nutzen und somit Mitgliedern des libyschen Regimes die Einreise nach Europa zu verwehren. Allerdings lehnten Staaten wie Portugal oder Italien den politischen Gebrauch des Vetos ab und leisteten den Schweizern kaum noch Hilfe.
Als Libyen im Gegenzug allen Bürgern aus Schengen-Staaten die Einreise verweigerte, drohte aus der schweizerisch-libyschen eine gesamteuropäische Affäre zu werden. Der US-Botschafter in der Schweiz sprach von einer „hochkarätigen Krise“ und dass Deutschland das einzige EU-Land sei, das noch hinter der Schweiz stehe.
Wie aus anderen Depeschen hervorgeht, hat sich die Schweiz monatelang 2006 und 2007 in die Iran-Politik der USA eingemischt. Außenministerin Micheline Calmy-Rey drängte dabei auf eine aktive Rolle der Eidgenossen. Die Schweiz wollte dabei eine Vermittlerrolle ausüben. Der US-Regierung war dieses Verhalten jedoch lästig.
Aus einer Depesche vom Juli 2009 geht hervor, dass die damalige Wirtschaftsministerin Doris Leuthard sich für die Aufnahme von Häftlingen aus Guantanamo Bay, sowie Schließung der schwedischen Firma Colenco, welche Beziehungen zum iranischen Atomprogramm hatte, einsetzt. Bei den Häftlingen handelte es sich um zwei Uiguren und einen Usbeken. Im August 2009 schloss die Schweiz mit den USA um die UBS-Affäre einen Vergleich. Die Schweiz verpflichtete sich dabei, in 4.450 Fällen von UBS-Kunden zu prüfen, ob wegen Steuerdelikten Amtshilfe geleistet werden kann. Nach Bekanntwerden dementierte Leuthard: „Es gibt keinen direkten Zusammenhang zwischen dem UBS-Dossier und der Aufnahme von Häftlingen aus Guantánamo sowie der schwedischen Firma Colenco.“

### Sudan
Es beziehen sich 5555 Depeschen auf den Sudan.

### Tunesien
In einer Depesche aus Tunesien wird die dortige Regierung unter Zine el-Abidine Ben Ali als „mafiaähnlich“ beschrieben. Medien, Gewerkschaften und Opposition würden unterdrückt. Folge davon seien gesellschaftliche Spannungen wegen sozialer Ungerechtigkeiten. Vereinzelt wird die Frage aufgeworfen, ob die Revolution in Tunesien 2010/2011 durch Veröffentlichungen von WikiLeaks mitverursacht war. Diese These wurde von der Times aufgestellt, von der amerikanischen Regierung jedoch zurückgewiesen. Nachdem Tunesien den Zugriff auf WikiLeaks blockiert hatte, war es von Seiten der Operation Payback unter dem Titel Operation Tunisia zu Angriffen auf tunesische Webseiten und zur Unterstützung regierungskritischer Tunesier gekommen. Die Webseite des tunesischen Premierministers zeigte zeitweise einen offenen Brief an die Regierung von Tunesien.

### Türkei

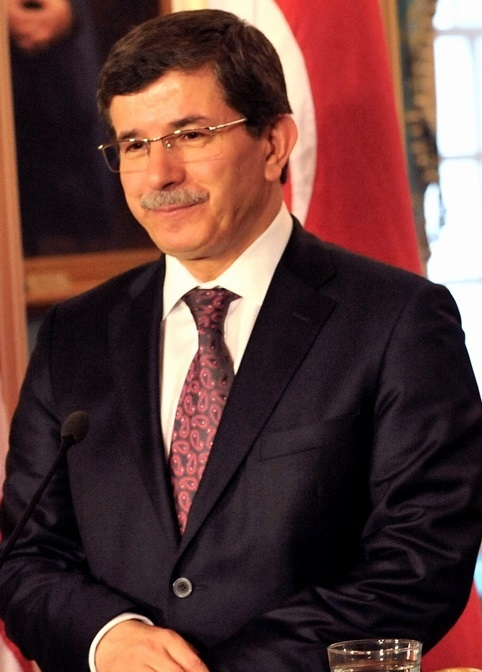
Ahmet Davutoğlu (2009)

Es beziehen sich 11.086 Depeschen auf die Türkei.
Große Zweifel hegen US-Diplomaten an der Verlässlichkeit der Türkei. Die USA habe die Sorge, dass sich das Land immer weiter vom Westen entferne.
Der damalige Außenminister Ahmet Davutoğlu übe einen islamistischen Einfluss auf Ministerpräsident Recep Tayyip Erdoğan aus, der sich nahezu ausschließlich über islamistische Zeitungen informiere.
Außerdem behauptet der ehemalige Botschafter in der Türkei, Eric Edelman, Erdogan verfüge über acht Konten bei Banken in der Schweiz.
In einer Depesche aus 2006 wird berichtet, dass die Türkei von 2002 bis Februar 2006 die Erlaubnis gab, die Incirlik Air Base als Auftankstopp für Gefangenentransportoperationen der Operation Fundamental Justice zu verwenden. Offiziell hatte die Türkei das stets abgestritten.

### Vereinigte Arabische Emirate

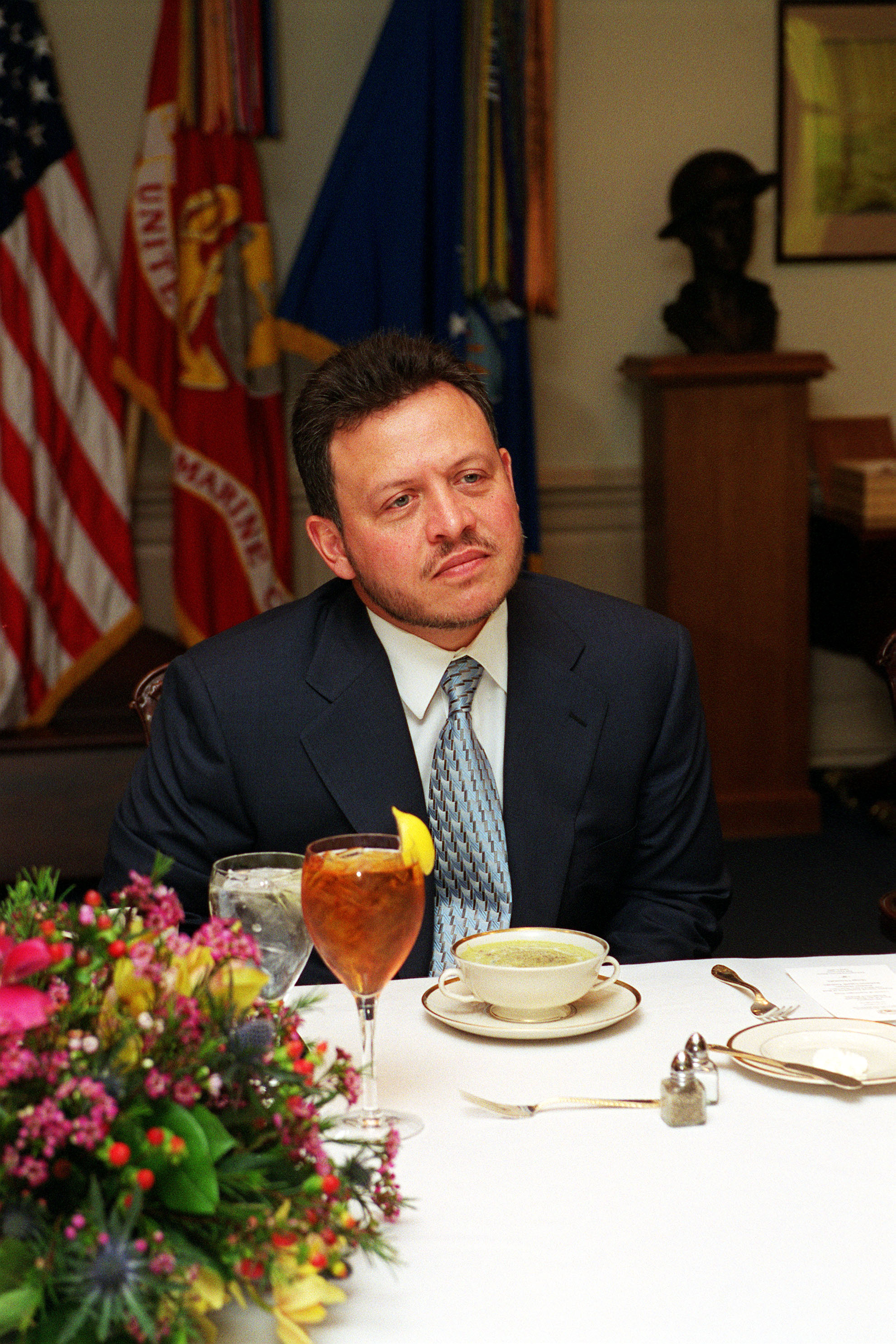
Abdullah II. am 6. April 2001

Im Jahr 2005 hatte sich Zayid sich mit den Worten „in diesem Jahr oder im nächsten“ für einen Krieg gegen den Iran ausgesprochen.
In einer anderen Depesche machen Diplomaten deutlich, dass Muhammad ibn Zayid Al Nahyan, Abdullah II. von Jordanien und Andrew Mountbatten-Windsor, Duke of York „enge Freunde“ sind, die „öfters jagen — in Marokko und Tansania“.

### Vereinigtes Königreich
Zahlreiche Depeschen beziehen sich auf das Vereinigte Königreich. Unter anderem wurde bekannt, dass sich der ehemalige Premierminister Gordon Brown erfolglos für den Hacker Gary McKinnon eingesetzt hatte. Seit 2003 sollte McKinnon für ein Computervergehen an die USA ausgeliefert werden. Im Oktober 2012 wurde das Auslieferungsbegehren endgültig von der Innenministerin Theresa May abgewiesen.
Außerdem wurde bekannt, dass rund um die Freilassung des mutmaßlichen Attentäters des Lockerbie-Anschlags, Abdel Basset Ali al-Megrahi, im Januar 2009 von Libyen massiver Druck auf Großbritannien ausgeübt wurde. Libyen hatte angedroht, alle Wirtschaftsbeziehungen stillzulegen und das Wohlergehen britischer Bürger in Libyen nicht mehr zu garantieren. Der damalige Staatssekretär im Außenministerium, Bill Rammell, informierte die libysche Regierung im Oktober 2008, kurz nach der Bekanntgabe eines Krebsleidens von al-Megrahi, über die Möglichkeit einer Freilassung.

### Vereinigte Staaten von Amerika
Die Drogenbekämpfungsbehörde (DEA) hat sich mehreren Depeschen zufolge immer mehr zu einer globalen Organisation entwickelt, deren Arbeit immer mehr traditionellen Nachrichtendiensten ähnelt. Im August 2009 hat der panamaische Staatschef Ricardo Martinelli dem US-Botschafter in seinem Land eine Nachricht geschickt. „Ich brauche Hilfe, um Telefone anzuzapfen“ schrieb Martinelli und bat die DEA um Unterstützung beim Vorgehen gegen seine politischen Rivalen.
Ein ähnliches Hilfegesuch stellte die Regierung Paraguays Anfang 2010. Ziele seien dabei Mitglieder der bewaffneten Guerillaorganisation Paraguayische Volksarmee (EPP) gewesen. In beiden Fällen wurde die Unterstützung abgelehnt.
Nach einem Botschaftstelegramm vom Oktober 2009 baten mexikanische Armeevertreter in privaten Gesprächen die US-Drogenbehörde um eine engere Zusammenarbeit, weil sie der mexikanischen Polizei nicht trauten.
DEA Informanten aus Burma berichten, wie sich die Militärregierung mit Drogengeldern bereichert und wie diese gegen die Opposition vorgeht.
Eine Depesche vom Mai 2008 berichtet vom engen Verhältnis von Drogen und Politik: Im westafrikanischen Guinea war der größte Drogenbaron des Landes gleichzeitig Sohn des damaligen Präsidenten und beschlagnahmte Drogen wurden vor der Zerstörung durch Mehl ersetzt.
In einer Depesche vom März 2009 aus Sierra Leone berichtet die DEA, dass der Justizminister des Landes 2,5 Millionen Dollar Schmiergeld von Angeklagten in einem Drogenhandelsverfahren gefordert habe.
Große Teile Westafrikas sind inzwischen zu einem zentralen Stützpunkt südamerikanischer Drogenkartelle geworden. Der Kampf gegen den Drogenschmuggel habe diese gezwungen, sich alternative Routen nach Europa und die USA zu suchen. Länder wie Guinea-Bissau befänden sich regelrecht „in den Händen krimineller Organisationen“.

## Unternehmen

### BAE Systems
Laut einer Depesche vom März 2007 hat der Rüstungskonzern BAE Systems Vertreter in Saudi-Arabien bestochen, um an Aufträge zu kommen. Die britische Antibetrugsbehörde (SFO) legte bei einem nichtöffentlichen Treffen der OECD im Jahr 2007 Beweise vor, dass mehr als 70 Millionen Pfund Schmiergeld an einen saudi-arabischen Prinzen gezahlt wurden. Von weiteren beachtlichen Zahlungen war damals die Rede.
In einer Stellungnahme wurde der Inhalt nicht ausdrücklich zurückgewiesen. Bisher seien keine Vorwürfe wegen Bestechung oder Korruption erhoben wurde, hieß es in der Erklärung.

### Boeing
Eine Serie von Depeschen zeigt, wie US-Diplomaten und hochrangige Politiker helfen, den Verkauf von Boeing-Flugzeugen anzukurbeln.
In einer Depesche heißt es, dass der saudi-arabische König Abdallah im Jahr 2006 auf die Bitte des damaligen US-Präsidenten George W. Bush positiv reagiert habe, 43 Boeing Flugzeuge für Saudi Arabian Airlines und 13 weitere für die königliche Luftflotte anzuschaffen. Bedingung war allerdings, dass das persönliche Flugzeug des Königs mit der modernsten Technologie auszustatten sei, wie sie auch in der Air Force One vorhanden ist. Dann wird er „sehr zufrieden gestellt sein“ heißt es weiter in der Depesche. Im November 2010 wurde ein Vertrag zum Kauf von 12 Boeing 777-300ER im Wert von 3,3 Milliarden Dollar unterzeichnet, gaben die staatlichen Saudi Arabian Airlines bekannt.
In einer anderen Depesche aus dem Jahr 2009 heißt es, dass die Regierungschefin von Bangladesch, Sheikh Hasina Landerechte auf New Yorks John F. Kennedy International Airport für ihre nationale Fluggesellschaft im Gegenzug für einen Vertrag mit Boeing fordert. Der Vertrag kam zustande, allerdings hat die Fluggesellschaft bis heute keine Landerechte.

### Chevron Corporation
Auf Befugnis des irakischen Premierministers Nuri al-Maliki hat sich die Chevron Corporation an Verhandlungen mit dem Iran über ein Ölfeld an der Grenze zwischen Irak und Iran beteiligt, trotz UN-Sanktionen gegenüber dem Iran. Diese Gespräche wurden nie in einem Vertrag abgeschlossen.

### DynCorp
In einer Depesche vom 24. Juni 2009 warnt Afghanistans Innenminister Hanif Atmar, dass dieser Artikel „Menschenleben gefährden“ könne. Sein Wunsch war, dass die USA den Artikel und das Video zurückhalten. Atmar offenbart die Verhaftung von zwei Polizisten der Afghanischen National-Polizei (ANP) und neun anderen Afghanen (einschließlich Fremdsprachenassistenten). Das Verbrechen, das verfolgt wurde, war „Kauf einer Dienstleistung von einem Kind“, was in Afghanistan unter der Scharia, dem Bürgerlichen Gesetzbuch und dem ANP-Verhaltenskodex für die Polizei illegal ist. Der Vorfall ereignete sich auf einer Baccha-Baazi-Party. Baccha Baazi ist eine frühislamische Tradition, die von den Taliban verboten wurde. Baccha-Jungen sind zwischen 8 und 15 Jahren alt. Sie benutzen Make-up, tragen Krawatte und Glocken an ihren Füßen und schlüpfen in spärliche Damenbekleidung. Dabei singen und tanzen sie verführerisch vor älteren Männern.
Atmar sagte, er werde in diesem Fall das Bürgerliche Gesetzbuch anwenden, da dann die ANP geschützt sei. Allerdings machte er sich Sorgen um das Image ausländischer Mentoren. Atmar berichtet weiter, Präsident Karzai habe ihm gesagt, dass Atmars „Ansehen“ bei der Leitung der Kunduz DynCorp-Angelegenheit und einem anderen aktuellen Ereignis, bei dem Blackwater fälschlicherweise mehrere afghanische Bürger töteten, auf dem Spiel stehe. Der Präsident hatte ihn gefragt: „Wo ist die Gerechtigkeit?“

### EADS
Mehrere Depeschen berichteten über den Airbus Mutterkonzern EADS.
Nachdem der ehemalige französische EADS-Co-Chef Noel Forgeard 2006 zum Rücktritt gezwungen wurde, trafen sich im Münchener Konsulat hochrangige deutsche EADS-Manager. Aus Sicht der deutschen Manager sei er kein Verlust, sondern ein „überambitionierter Irrer“, bei dem man nie einschätzen konnte, ob er seinen Willen verfolge, oder den der französischen Regierung. Den Ausstieg des Anteilseigners BAE Systems kommentierten die Manager mit den Worten, dass die Briten „ohnehin ein schizophrener Partner gewesen“ seien.
Nach einem Treffen mit einem Vertreter von EADS-Aktionär DaimlerChrysler schrieb das US-Konsulat in München: „Die düstere Atmosphäre [...] war greifbar, man kann ohne weiteres den Eindruck eines Unternehmens unter Belagerung bekommen“. Die Personalrochaden wurden in der Depesche in einem Zwischentitel als „Reise nach Jerusalem im Vorstandszimmer“ verspottet.
EADS-Anteilseigner Arnaud Largardère beklagte sich 2005 beim Mittagessen mit dem Botschafter über den damaligen französischen Präsidenten Jacques Chirac. Chirac „bringe alles durcheinander, in das er sich einmischt“, wird Largadère zitiert. Falls Chirac 2007 erneut zum Präsidenten gewählt wird, werde er schneller bei EADS aussteigen als bei einem Sieg von Nicolas Sarkozy, zu dem er gute Beziehungen pflegt.
Das Airbus-Sparprogramm Power8 wird an einer Stelle von Diplomaten als „goldene Gelegenheit für US-Zulieferer bezeichnet“.
Als Reaktion auf die Depeschen antwortete man bei EADS: „Wenn WikiLeaks nicht mehr zu bieten hat als fünf Jahre alte Depeschen, sind wir nicht besonders besorgt“.

### Gazprom
Mehrere Depeschen beschäftigen sich mit der russischen Firma Gazprom. Ein Diplomat beschreibt Gazprom mit den Worten: „Gazprom ist so wie man sich ein staatliches Monopol vorstellt, das auf ungeheurem Reichtum sitzt, ineffizient, von der Politik bestimmt und korrupt“. Schuld daran seien veraltete Infrastruktur und die fallende Nachfrage nach Gas. Die Diplomaten schlussfolgern: „Gazprom muss für die Interessen seiner politischen Herren handeln, selbst wenn das auf Kosten guter Geschäftsentscheidungen geht.“ Weiterhin habe der Konzern „viele private Konten“ und „schmutzige Geschäfte“, die Kapital bereitstellen. Die Belege dafür bleiben die Diplomaten dafür jedoch schuldig. Gazprom hat sich gegen Korruptionsvorwürfe stets gewehrt.

### Itera
Die russische Firma Itera beschenkte den turkmenischen Präsidenten Gurbanguly Berdimuhamedow mit einer Yacht im Wert von 60 Millionen Euro.

### Lockheed Martin
Depeschen zeigen, dass US Beamte die Ausfuhr eines Raytheon-Radars verzögerten, um die Chancen für Schwedens Saab Gripen NG in Norwegen zu unterhöhlen, bis das Land im Dezember 2008 sich zum Kauf mehrerer Lockheed Martin F-35 entschied.
US-Beamte, darunter der stellvertretende Verteidigungsminister Gordon England, warnten die norwegische Regierung, „die Wahl des Flugzeugs werde Auswirkungen auf die bilateralen Beziehungen haben“ – im zweiten Befehl bat die US-Regierung Norwegens Verteidigungsministerium, zu leugnen, dass politischer Druck angewandt worden war.

### McDonald’s
McDonald’s übte Druck auf die US-Regierung aus, um die Einführung des Dominican Republic-Central America Free Trade Agreement zu verzögern, bis El Salvador den Fall im Januar 2006 einem anderen Richter zugeordnet hat. Dabei ging es um einen 24-Millionen-Dollar-Rechtsstreit.

### Microsoft
Eine Depesche vom 22. September 2006 berichtet vom „Microsoft Government Leaders Forum“ welches vom 11. bis 12. Juli 2006 in Südafrika stattfand. Dort unterzeichneten die Regierung Tunesiens und Microsoft ein Abkommen, in dem sich Microsoft bereit erklärt, in Training, Forschung und Entwicklung zu investieren und die Regierung Tunesiens verpflichtete sich im Gegenzug zur Nutzung von lizenzierter Microsoft Software.
Obwohl das Abkommen bereits im Juli unterzeichnet wurde, zog sich die Unterzeichnung der endgültigen Fassung bis September 2006 hin.
In der Depesche nennt Salwa Smaoui, Microsoft Tunesiens General Direktor, die wichtigsten Punkte:
- Förderung bei E-Government
- Bekämpfung der Internetkriminalität
- Gesetze für geistiges Eigentum
- Ausbildung von tunesischen IT-Experten

Microsoft sollte ein Innovationszentrum zur Ausbildung und Beratung von Softwareentwickler schaffen. Für die Regierung Tunesiens hatte der Ausbau der IT-Branche Priorität, um die Zahl der Arbeitslosen mit Hochschulabschluss zu senken. Weiterhin stimmte Microsoft zu, Ausbildung für behinderte Tunesier zu bieten, die mittels Telearbeit in der IT-Branche arbeiten sollten. Weiterhin sollte Microsoft der Regierung Tunesiens helfen, ihre Computersysteme und Netzwerkressourcen zu modernisieren und zu verbessern. Die Regierung Tunesiens stimmte im Gegenzug zu, 12.000 Microsoft-Lizenzen zu kaufen, um Regierungsrechner auf legale Windowslizenzen umzurüsten, anstatt Schwarzkopien zu nutzen, wie ein Microsoft-Angestellter behauptete.
Im Jahr 2001 hatte die Regierung Tunesiens eine Open-Source-Politik verabschiedet. Das Abkommen sah weiterhin vor, dass alle zukünftigen Regierungsausschreibungen für IT-Equipment Microsoft kompatibel sein müssen, was einen Widerspruch zur Opensource-Politik des Landes darstellte.
Als Kommentar gibt der Botschaftersmitarbeiter zu bedenken, dass dies zwar als Triumph für geistiges Eigentum gefeiert werden kann, und schätzt die geplante Ausbildung von tunesischen IT-Experten zur Bekämpfung der Internetkriminalität, Förderung bei E-Government zwar als theoretisch positiv ein, allerdings gebe dies der Regierung auch die Möglichkeit, ihre Bürger zu überwachen. Der Kommentar endet damit, dass für Microsoft die Vorteile die Kosten überwiegen.

### Monsanto
Mehrere Depeschen behandeln das Verbot der transgenen Maissorte MON 810 in einigen Ländern der europäischen Union. In einer Depesche aus Paris vom 14. Dezember 2007 wird eine Bestrafung der Länder, die gentechnisch veränderte Produkte ablehnen diskutiert. Welche Maßnahmen genau dabei ergriffen werden sollen, wird nicht genannt, es ist nur: „Wir empfehlen, dass wir eine Vergeltungsliste ausarbeiten, die einige Schmerzen in der EU bereitet“.
Eine Depesche aus dem Vatikan aus dem Jahr 2008 zeigt, dass die US-Regierung glaubt, dass sie die Anerkennung von gentechnisch verändertem Mais in verschiedenen Kulturen mit Hilfe des Papstes bekommen könnte, bedauert aber, dass dieser nicht zur Unterstützung bereit ist. Zu diesem Zweck setzt das US State Department Sonderberater für Biotechnologie sowie Regierungsberater für Biotechnologie in Kenia ein, um Lobbyarbeit bei Vatikanmitgliedern zu bewerkstelligen und dadurch die Unterstützung des Papstes zu bekommen.
Weiterhin wird aus einer Depesche aus Madrid deutlich, dass die USA und Spanien eng zusammengearbeitet haben, um die EU nicht dazu bewegen, die Gentechnikgesetze zu verschärfen. In der Depesche heißt es: „Wenn Spanien fällt, wird das restliche Europa folgen.“
Eine weitere Depesche zeigt außerdem, dass die spanische Regierung die US-Regierung bat, Druck auf Brüssel auszuüben und dass die USA wusste, wie Spanien wählen würde, noch bevor die spanische Biotechnologiekommission berichtet hatte.

### OHB-System AG
Im Januar 2011 wurde Berry Smutny, der Vorstandsvorsitzende von OHB-System AG, einem Tochterunternehmen der Bremer OHB Technology entlassen, nachdem WikiLeaks über die norwegische Zeitung Aftenposten Einzelheiten aus einem Gespräch Smutnys mit amerikanischen Botschaftsangehörigen veröffentlicht hatte. Smutny soll das Satellitenprojekt Galileo, mit dessen Realisierung OHB beauftragt worden war, als „dumme Idee“ bezeichnet haben, mit der das Geld der europäischen Steuerzahler verschwendet werde.
Weiterhin berichtete Smutny in den Depeschen von Plänen der OHB-System AG in den US-Markt vorzudringen „wenn die Zeit richtig ist“.

### Pfizer
Das Pharmaunternehmen Pfizer hat einen Privatermittler angeheuert, um Hinweise gegen nigerianischen Generalstaatsanwalt Michael Aondoakaa zu finden und ihn damit unter Druck zu setzen, da Pfizer in Nigeria wegen Todesfällen von Kindern in Medikamentenstudien verklagt wurde, aber nicht zahlen wollte.

### Royal Dutch Shell

Logo von Royal Dutch Shell

Ann Pickard, Royal Dutch Shells Vize-Präsident für Subsahara-Afrika, behauptet in einer Depesche, dass sie „Beamte in allen relevanten Ministerien“ hat und sie über alle Schlüsselentscheidungen informiert wird.

### VISA und Mastercard
Einer Depesche vom 1. Februar 2010 zufolge drängten die Konzerne VISA und Mastercard die US-Botschaft in Moskau, Lobbyarbeit gegen ein ungeliebtes Gesetz zu machen. In Russland soll unter der Führung russischer Staatsbanken ein nationales Kreditkartensystem (NPCS) eingeführt werden. Dabei soll das NPCS sämtliche inländische Zahlungsströme der Mitgliedsunternehmen abwickeln und dafür Gebühren von circa 4 Millionen Dollar pro Jahr einnehmen.
Das neue Gesetz verbietet es Kreditkartenfirmen, inländische Zahlungsströme ins Ausland zu übermitteln. Für VISA und Mastercard würde dies bedeuten:
- Beitritt des NPCS, verbunden mit Verlust ihrer Monopolstellung, da das NPCS die Zahlungen abwickelt.[122]
- Aufbau einer doppelten Infrastruktur für ausländische und inländische Zahlungsströme mit Mehrkosten und kein Beitritt des NPCS.[122]

## Organisationen

### EU
In einer Depesche vom 4. Januar 2010 äußert der Präsident des Europäischen Rates Herman Van Rompuy Zweifel am Afghanistan-Krieg. „Niemand in Europa glaubt mehr an Afghanistan. Wir bleiben aus Respekt den Amerikanern gegenüber noch 2010, das ist es“, wird van Rompuy weiter zitiert. Außerdem wollte man „Ende 2010 Ergebnisse sehen“. „Aber das ist die letzte Chance.“

### Katholische Kirche
Der Heilige Stuhl soll Untersuchungen zu Missbrauchsfällen verweigert und auf Anfragen der Murphy-Kommission „verärgert“ reagiert haben.

### NATO
Die NATO-Verhandlungen zur Wahl eines neuen Generalsekretärs (Anders Fogh Rasmussen) scheiterten im April 2009 fast am Veto der Türkei. Grund dafür war die Rolle Dänemarks beim Streit um die Mohammed-Karikaturen im Jahr 2006.
In einer Depesche wird deutlich, dass die plötzliche Einigung durch einen Handel zustande kam. Rasmussen versprach als Gegenleistung, den kurdischen TV-Sender Roj TV verbieten zu lassen. Außerdem wollte er einen Türken als Vizechef einstellen.
Durch die Veröffentlichung wurde auch der regionale Verteidigungsplan im Falle eines russischen Angriffs auf Polen und das Baltikum bekannt.

### UN

Logo der UN-Klimakonferenz in Kopenhagen 2009

In einer Direktive von Hillary Clinton an ihre Diplomaten ordnet diese die Beschaffung der DNA des UN-Generalsekretärs Ban Ki-moon an. Außerdem sollten Details zu Telekommunikationsinfrastruktur, Passwörter, Verschlüsselungs-Keys für VPN, die UN-Mitarbeiter zur offiziellen Kommunikation nutzen, sowie Kreditkarten- und Vielfliegernummern beschafft werden.
Im Vorfeld der im Dezember 2009 erfolgten UN-Klimakonferenz in Kopenhagen gab es Absprachen zwischen den Vereinigten Staaten und China, um das von den Europäern vorgeschlagene Modell der verbindlichen Treibhausgasreduktion zu verhindern und stattdessen den unverbindlichen Copenhagen Accord zu befördern. So soll im Mai 2009 John Kerry in Peking mitgeteilt haben, Washington könne „Chinas Widerstand verstehen, verbindliche Ziele bei der UNO-Klimakonferenz in Kopenhagen zu akzeptieren“.
Eine Depesche vom Januar 2010 berichtet davon, dass UN-Friedenstruppen an der Elfenbeinküste Nahrungsmittel gegen Sex mit minderjährigen Mädchen getauscht haben. Die Depesche konzentriert sich auf beninische Soldaten aus der Stadt Toulépleu. Bei einer zufälligen Umfrage von Save the Children UK gaben acht von zehn Mädchen an, eine sexuelle Beziehung mit einem Soldaten gegen Unterkunft oder Nahrungsmittel zu pflegen.

## Original Cables
1. ↑  Cable Viewer: Viewing cable 09CAIRO874, SCENESETTER: PRESIDENT MUBARAK’S VISIT TO. Abgerufen am 14. Dezember 2010.
2. ↑  Cable Viewer: Viewing cable 08CAIRO1067, CODEL BAIRD MEETS WITH EGYPTIAN LEADERS ON MARGINS. Abgerufen am 14. Dezember 2010.
3. 1 2  Cable Viewer: Viewing cable 09CAIRO79,. Abgerufen am 29. Januar 2011.
4. ↑  Cable Viewer: Viewing cable 09CAIRO544,. Abgerufen am 28. Januar 2011.
5. 1 2 3 4 5 6 7 8 9 10 11 12 13 14 15 16  Cable Viewer: Viewing cable 10CAIRO64, EGYPT'S EMERGENCY LAW AND ITS BROAD USES. Abgerufen am 29. Januar 2011.
6. ↑  Cable Viewer: Viewing cable 10USNATO52, RFG: GERMAN DEMARCHE ON DISBURSEMENT OF. Abgerufen am 8. Dezember 2010.
7. 1 2  Cable Viewer: Viewing cable 09STATE80163, S) REPORTING AND COLLECTION NEEDS: THE UNITED. Abgerufen am 29. November 2010.
8. 1 2 3  Cableviewer: Viewing cable 08BEIJING3899, China's SAFE Cautious about U.S. Lending. Abgerufen am 13. März 2011.
9. ↑  Cable Viewer: Viewing cable 06DARESSALAAM1593, URANIUM IN DAR COMMON KNOWLEDGE TO SHIPPING. Archiviert vom Original am 26. Dezember 2010; abgerufen am 2. Januar 2011.
10. 1 2 3 4  Cableviewer: Viewing cable 06BERLIN1570, SCENESETTER: DHS SECRETARY CHERTOFF'S VISIT TO. Abgerufen am 5. September 2011.
11. 1 2  Cable Viever: Viewing cable 09BERLIN1528, COALITION TESTED AS US-EU TFTP/SWIFT AGREEMENT. Abgerufen am 29. November 2010.
12. ↑  Cable Viewer: Viewing cable 10BERLIN180, CHANCELLOR MERKEL ANGERED BY LACK OF GERMAN MEP. Archiviert vom Original am 6. Dezember 2010; abgerufen am 1. Dezember 2010.
13. ↑  Cable Viewer: Viewing cable 10BERLIN157, DEFENSE MINISTER ZU GUTTENBERG REVEALS STRUGGLE. Archiviert vom Original am 6. Dezember 2010; abgerufen am 29. November 2010.
14. ↑  Cable Viewer: 09BERLIN1271, WESTERWELLE FIRM ON REMOVAL OF NUCLEAR WEAPONS. Archiviert vom Original am 8. Dezember 2010; abgerufen am 29. November 2010.
15. ↑  Cable Viewer: Viewing cable 05NEWDELHI2606, ICRC FRUSTRATED WITH INDIAN GOVERNMENT. Abgerufen am 27. Januar 2011.
16. ↑  Cable Viewer: 06CARACAS958, EXPLAINING VENEZUELA'S COZINESS WITH IRAN (Memento vom 6. Dezember 2010 im Internet Archive)
17. ↑  Cable Viewer (Memento vom 8. Dezember 2010 im Internet Archive)
18. ↑  Cable Viewer: Viewing cable 09ISTANBUL336, C) IRAN: A XXXXX CONTACT SHARES VIEWS FROM A RAFSANJANI BUSINESS ALLY ON KHAMENEI'S CANCER AND RAFSANJANI'S NEXT STEPS. Archiviert vom Original am 8. Dezember 2010; abgerufen am 1. Dezember 2010.
19. ↑  Cable Viewer: Viewing cable 10STATE17263, U.S.-RUSSIA JOINT THREAT ASSESSMENT TALKS. Archiviert vom Original am 7. Dezember 2010; abgerufen am 11. Dezember 2010.
20. 1 2  Cable Viewer: Viewing cable 09TELAVIV1177, CODELS CASEY AND ACKERMAN MEET WITH DEFENSE. Archiviert vom Original am 8. Dezember 2010; abgerufen am 2. Dezember 2010.
21. ↑  Cable Viewer: Viewing cable 07TELAVIV2652, U/S BURNS' AUGUST 17 MEETING WITH ISRAELI MOSSAD. Abgerufen am 30. November 2010.
22. ↑  Cable Viewer: Viewing cable 10SANAA4, GENERAL PETRAEUS' MEETING WITH SALEH ON SECURITY. Archiviert vom Original am 6. Dezember 2010; abgerufen am 2. Dezember 2010.
23. 1 2 3 4 5 6 7 8 9 10 11 12 13 14  Cable Viewer: Viewing cable 10SANAA295, YEMEN: TENTH ANNUAL TRAFFICKING IN PERSONS (TIP) REPORT. Abgerufen am 8. Februar 2011.
24. ↑  Cable Viewer: Viewing cable 10SANAA19, XXXXXXXXXXXX SOUNDS ALARM OVER. Archiviert vom Original am 27. Dezember 2010; abgerufen am 8. Februar 2011.
25. ↑  Cable Viewer: Viewing cable 09BISHKEK135, CHINESE AMBASSADOR FLUSTERED BY KYRGYZ ALLEGATIONS. Abgerufen am 17. Dezember 2010.
26. ↑  Cable Viewer: Viewing cable 08HAVANA103, CUBAN HEALTHCARE: "AQUI NADA ES FACIL". Archiviert vom Original am 22. Dezember 2010; abgerufen am 2. Januar 2011.
27. ↑  09MEXICO2882, ELEMENTS OF GOM POLICY TEAM INTERESTED IN FOCUSING. WikiLeaks, abgerufen am 20. Mai 2015 (englisch).
28. ↑  Cable Viewer: 10SEOUL272, VFM CHUN YOUNG-WOO ON SINO-NORTH KOREAN RELATIONS. Archiviert vom Original am 6. Dezember 2010; abgerufen am 30. November 2010.
29. ↑  Viewing cable 09ASTANA982, KAZAKHSTAN: CHINESE AMBASSADOR COMMENTS ON KEY FOREIGN (Memento vom 8. Dezember 2010 im Internet Archive)
30. ↑  Cable Viewer: Viewing cable 06VIENNA515, USG CONCERNS OVER AUSTRIAN BANKING OPERATIONS. Abgerufen am 2. Dezember 2010.
31. ↑  Cable Viewer: Viewing cable 10MOSCOW317, THE LUZKHOV DILEMMA (Memento vom 6. Dezember 2010 im Internet Archive)
32. ↑  Cable Viewer: Viewing cable 09RIYADH447, COUNTERTERRORISM ADVISER BRENNAN'S MEETING WITH (Memento vom 7. Dezember 2010 im Internet Archive)
33. ↑  Cable Viewer: Viewing cable 08RIYADH649, SAUDI KING ABDULLAH AND SENIOR PRINCES ON SAUDI POLICY TOWARD IRAQ (Memento vom 6. Dezember 2010 im Internet Archive)
34. ↑  cable 04ANKARA7211, ERDOGAN AND AK PARTY AFTER TWO YEARS IN POWER (Memento vom 6. Dezember 2010 im Internet Archive)
35. ↑  Cable Viewer: Viewing cable 05ABUDHABI2178, MBZ ON IRAQ, IRAN, PAKISTAN. Abgerufen am 1. Dezember 2010.
36. ↑  Cable Viewer: Viewing cable 03ABUDHABI2641, UAE TO SUPPORT JORDAN OIL NEEDS FOR (Memento vom 6. Dezember 2010 im Internet Archive)
37. ↑   Cable viewer: Browse by Embassy London (Memento vom 17. Dezember 2010 im Internet Archive)
38. ↑  Cableviewer: Viewing cable 07PARIS829, OECD: U.K.’S BRIEFING ON TERMINATED BAE/SAUDI ARABIA. Abgerufen am 12. April 2011.
39. ↑  Cable Viewer: Viewing cable 09BAGHDAD791, CDA, CG AND PM DISCUSS EVOLVING SECURITY CONCERNS,. Abgerufen am 26. Januar 2011.
40. 1 2  Cableviewer: Viewing cable 05PARIS1142, ARNAUD LAGARDERE ON BOEING/AIRBUS, CHIRAC AND THE. Abgerufen am 14. März 2011.
41. 1 2  Cable Viewer: Viewing cable 09MOSCOW2528, GAZPROM'S REVERSAL OF FORTUNE, PART ONE. Abgerufen am 4. Februar 2011.
42. ↑  Viewing cable 09MOSCOW2541, GAZPROM'S REVERSAL OF FORTUNE PART TWO; COMEBACK UNLIKELY. Abgerufen am 4. Februar 2011.
43. ↑  Cable Viewer: Viewing cable 08ASHGABAT1399, EXPAT SOURCES SAY THAT ITERA GAVE TURKMENISTAN A. Abgerufen am 26. Januar 2011.
44. ↑  Cable Viewer: Viewing cable 08STOCKHOLM494, PROPOSED RESPONSE TO SWEDISH REQUEST TO RELEASE. Abgerufen am 5. Februar 2011.
45. ↑  Cable Viewer: Viewing cable 08OSLO522, NORWAY FIGHTER PURCHASE: HIGH-LEVEL ADVOCACY NEEDED NOW. Abgerufen am 5. Februar 2011.
46. 1 2 3 4 5 6 7 8 9 10 11 12  Cableviewer: Viewing cable 06TUNIS2424, MICROSOFT INKS AGREEMENT WITH GOT. Abgerufen am 4. September 2011.
47. ↑  Cable Viewer: Viewing cable 07PARIS4723, FRANCE AND THE WTO AG BIOTECH CASE (Memento vom 22. Dezember 2010 im Internet Archive)
48. ↑  Cable Viewer: Viewing cable 09MADRID482, SPAIN'S BIOTECH CROP UNDER THREAT. Abgerufen am 25. Januar 2011.
49. ↑  Cable Viewer: Viewing cable 09MADRID1013, SPAIN'S RESPONSE TO DEMARCHE ON BIOTECH VOTES AT OCTOBER. Abgerufen am 25. Januar 2011.
50. ↑  Cable Viewer: Viewing cable 09ABUJA671, NIGERIA: PFIZER REACHES PRELIMINARY AGREEMENT FOR (Memento vom 14. Dezember 2010 im Internet Archive)
51. ↑  Cable Viewer: Viewing cable 09ABUJA1907, C) SHELL MD DISCUSSES THE STATUS OF THE PROPOSED PETROLEUM. Abgerufen am 27. Januar 2011.
52. ↑  Cable Viewer: Viewing cable 10MOSCOW228, RUSSIAN DRAFT BILL WOULD REQUIRE ON-SHORE CREDIT CARD PROCESSING REF: MOSCOW 00079 Classified By: ECONMINCOUNS Matthias Mitman for Reasons 1.4(b) and (d). Abgerufen am 9. Dezember 2010.
53. ↑  Cable Viewer: Viewing cable 10BRUSSELS4, EU PRESIDENT VAN ROMPUY’S PLANS FOLLOWING (Memento vom 8. Dezember 2010 im Internet Archive)
54. ↑  Cable Viewer: Viewing cable 10VATICAN33, SEX ABUSE SCANDAL STRAINS IRISH-VATICAN RELATIONS, SHAKES UP. Abgerufen am 13. Dezember 2010.
55. ↑  Cable Viewer: Viewing cable 10ANKARA302, U/S BURNS' FEBRUARY 18 MEETINGS WITH U/S (Memento vom 6. Dezember 2010 im Internet Archive)
56. ↑  Cable Viewer: Viewing cable 10USNATO35, NATO AGREES TO DO CONTINGENCY PLANNING FOR THE. Abgerufen am 10. Dezember 2010.